# Simple hommes SL4 de badminton aux Jeux paralympiques d'été de 2024
Navigation
Tokyo 2020
Le simple hommes SL4 de badminton aux Jeux paralympiques d'été de 2024 se déroule du 29 août au 2 septembre 2024 à l'Arena Porte de la Chapelle, en France. Il s’agit de la deuxième apparition de l’épreuve aux Jeux paralympiques d'été.
Lors de l'édition précédente à Tokyo en 2020, la compétition est remportée par le français Lucas Mazur.

## Organisation

### Lieu de la compétition
Le tournoi paralympiques de badminton a lieu à l'arena Porte de la Chapelle, située dans le 18e arrondissement de Paris, en France. Construit spécialement pour les Jeux, ce complexe polyvalent peut accueillir jusqu'à 8 000 spectateurs.
Outre les épreuves de para badminton, le site accueillera également celles de l'haltérophilie et, lors des Jeux olympiques, les épreuves de badminton et de gymnastique rythmique.
| Paris 18e                  | \| Arena Porte de la Chapelle \| |
| Arena Porte de la Chapelle | \| Arena Porte de la Chapelle \| |
| Capacité: 8 000            | \| Arena Porte de la Chapelle \| |
| Site de la compétition.    | \| Arena Porte de la Chapelle \| |
| Arena Porte de la Chapelle |                                  |

### Classification
Les badistes reçoivent une classification en fonction du type et de l'ampleur de leur handicap,. Le système de classification permet de rivaliser avec les autres joueurs avec le même niveau de handicap.
Pour cette épreuve, les badistes sont catégorisés en SL4. Il s’agit de joueur debout membre inférieur (standing/lower limb impairment minor). L'athlète peut marcher avec une légère mou mais se déplace de manière fluide.
Il existe également cinq autres catégorie détaillées dans le tableau suivant :
| Catégorie | Observations |
| --------- | --- |
| WH1       | Joueur assis en fauteuil roulant (wheelchair). L'athlète dispose d’un mauvais ou ne dispose pas d’équilibre du tronc. |
| WH2       | Joueur assis en fauteuil roulant (wheelchair). L'athlète dispose d’un équilibre du tronc normal ou proche de la normale. |
| SL3       | Joueur debout membre inférieur (standing/lower limb impairment minor). L'athlète marche ou court avec un boitement dû au handicap ou à l’absence de membre inférieur. |
| SL4       | Joueur debout membre inférieur (standing/lower limb impairment severe). L'athlète peut marcher avec une légère mou mais se déplace de manière fluide. |
| SU5       | Joueur debout membre supérieur (standing/upper limb impairment). L'athlète est limité dans la fonction de base du membre supérieur ou par l’absence du membre supérieur. La déficience peut concerner le « bras raquette » ou le « bras non-raquette » mais les critères sont différents. |
| SH6       | Joueur de petite taille (standing/short stature) (par exemple atteint d'achondroplasie). L'athlète doit entre autres mesurer au maximum 145 cm pour les hommes et 137 cm pour les femmes.                                                                                                 |

## Participants

### Nations participantes
| Afrique | Amériques | Asie   | Europe   | Océanie |
| ------- | --------- | ------ | -------- | ------- |
|         |           |        | - France |         |
| - pays  | - pays    | - pays | - pays   | - pays  |

## Médaillés
| Or                | Argent                          | Bronze               |
| Lucas Mazur (FRA) | Suhas Lalinakere Yathiraj (IND) | Fredy Setiawan (INA) |

## Résultats détaillés

### Phase de groupes

#### Groupe A
|   | Joueur                          | Pts | MJ | G | P | SG | SP | PG | PP  |
| - | ------------------------------- | --- | -- | - | - | -- | -- | -- | --- |
| 1 | Suhas Lalinakere Yathiraj (IND) | 2   | 2  | 2 | 0 | 4  | 0  | 89 | 50  |
| 2 | Hikmat Ramdani (INA)            | 1   | 2  | 1 | 1 | 2  | 3  | 70 | 93  |
| 3 | Shin Kyung-hwan (KOR)           | 0   | 2  | 0 | 2 | 1  | 4  | 89 | 105 |

| Date    | Horaire | Joueur 1                  | Score | Joueur 2        | Set 1 | Set 2 | Set 3 |
| ------- | ------- | ------------------------- | ----- | --------------- | ----- | ----- | ----- |
| 29 août | 12 h 0  | Suhas Lalinakere Yathiraj | 2–0   | Hikmat Ramdani  | 21–7  | 21–5  |       |
| 30 août | 11 h 33 | Suhas Lalinakere Yathiraj | 2–0   | Shin Kyung-hwan | 26–24 | 21–14 |       |
| 31 août | 12 h 4  | Hikmat Ramdani            | 2–1   | Shin Kyung-hwan | 21–15 | 16–21 | 21–15 |

#### Groupe B
|   | Joueur                      | Pts | MJ | G | P | SG | SP | PG  | PP |
| - | --------------------------- | --- | -- | - | - | -- | -- | --- | -- |
| 1 | Sukant Kadam (IND)          | 2   | 2  | 2 | 0 | 4  | 1  | 102 | 80 |
| 2 | Mohd Amin Burhanuddin (MAS) | 1   | 2  | 1 | 1 | 3  | 2  | 99  | 94 |
| 3 | Siripong Teamarrom (THA)    | 0   | 2  | 0 | 2 | 0  | 4  | 58  | 85 |

| Date    | Horaire | Joueur 1              | Score | Joueur 2           | Set 1 | Set 2 | Set 3 |
| ------- | ------- | --------------------- | ----- | ------------------ | ----- | ----- | ----- |
| 29 août | 11 h 19 | Mohd Amin Burhanuddin | 1–2   | Sukant Kadam       | 21–17 | 15–21 | 20–22 |
| 30 août | 11 h 3  | Mohd Amin Burhanuddin | 2–0   | Siripong Teamarrom | 21–14 | 22–20 |       |
| 31 août | 11 h 29 | Sukant Kadam          | 2–0   | Siripong Teamarrom | 21–12 | 21–12 |       |

#### Groupe C
|   | Joueur                         | Pts | MJ | G | P | SG | SP | PG | PP |
| - | ------------------------------ | --- | -- | - | - | -- | -- | -- | -- |
| 1 | Fredy Setiawan (INA)           | 2   | 2  | 2 | 0 | 4  | 0  | 87 | 53 |
| 2 | Chigozie Jeremiah Nnanna (NGR) | 1   | 2  | 1 | 1 | 2  | 2  | 76 | 72 |
| 3 | Marcel Adam (GER)              | 0   | 2  | 0 | 2 | 0  | 4  | 46 | 84 |

| Date    | Horaire | Joueur 1       | Score | Joueur 2                 | Set 1 | Set 2 | Set 3 |
| ------- | ------- | -------------- | ----- | ------------------------ | ----- | ----- | ----- |
| 29 août | 11 h 36 | Marcel Adam    | 0–2   | Chigozie Jeremiah Nnanna | 12–21 | 15–21 |       |
| 30 août | 11 h 42 | Fredy Setiawan | 2–0   | Chigozie Jeremiah Nnanna | 21–12 | 24–22 |       |
| 31 août | 11 h 8  | Fredy Setiawan | 2–0   | Marcel Adam              | 21–4  | 21–15 |       |

#### Groupe D
|   | Joueur                                  | Pts | MJ | G | P | SG | SP | PG | PP |
| - | --------------------------------------- | --- | -- | - | - | -- | -- | -- | -- |
| 1 | Lucas Mazur (FRA)                       | 2   | 2  | 2 | 0 | 4  | 0  | 84 | 39 |
| 2 | Tarun Dhillon (IND)                     | 1   | 2  | 1 | 1 | 2  | 2  | 65 | 78 |
| 3 | Rogério Junior Xavier de Oliveira (BRA) | 0   | 2  | 0 | 2 | 0  | 2  | 52 | 84 |

| Date    | Horaire | Joueur 1                          | Score | Joueur 2                          | Set 1 | Set 2 | Set 3 |
| ------- | ------- | --------------------------------- | ----- | --------------------------------- | ----- | ----- | ----- |
| 29 août | 12 h 10 | Rogério Junior Xavier de Oliveira | 0–2   | Tarun Dhillon                     | 17–21 | 19–21 |       |
| 30 août | 12 h 23 | Lucas Mazur                       | 2–0   | Rogério Junior Xavier de Oliveira | 21–9  | 21–7  |       |
| 31 août | 11 h 40 | Lucas Mazur                       | 2–0   | Tarun Dhillon                     | 21–7  | 21–16 |       |

### Phase à élimination directe
|  |                                 |              |                   |              |                                 |    |    |             |        |        |        |        |
|  | Demi-finales                    | Demi-finales | Demi-finales      | Demi-finales | Demi-finales                    |    |    | Finale      | Finale | Finale | Finale | Finale |
|  | 1er septembre                   |              |                   |              |                                 |    |    |             |        |        |        |        |
|  |                                 |              |                   |              |                                 |    |    |             |        |        |        |        |
|  | Suhas Lalinakere Yathiraj (IND) | A1           | 21                | 21           |                                 |    |    |             |        |        |        |        |
|  | Suhas Lalinakere Yathiraj (IND) | A1           | 21                | 21           | 2 septembre                     |    |    |             |        |        |        |        |
|  | Sukant Kadam (IND)              | B1           | 17                | 12           |                                 |    |    |             |        |        |        |        |
|  | Sukant Kadam (IND)              | B1           | 17                | 12           | Suhas Lalinakere Yathiraj (IND) | A1 | 9  | 13          |        |        |        |        |
|  | 1er septembre                   |              |                   |              | Suhas Lalinakere Yathiraj (IND) | A1 | 9  | 13          |        |        |        |        |
|  |                                 |              | Lucas Mazur (FRA) | D1           | 21                              | 21 |    |             |        |        |        |        |
|  | Fredy Setiawan (INA)            | C1           | Lucas Mazur (FRA) | D1           | 21                              | 21 | 13 | 8           |        |        |        |        |
|  | Fredy Setiawan (INA)            | C1           |                   |              |                                 |    | 13 | 8           |        |        |        |        |
|  | Lucas Mazur (FRA)               | D1           | 21                | 21           |                                 |    |    |             |        |        |        |        |
|  | Lucas Mazur (FRA)               | D1           | 21                | 21           | Match pour la troisième place   |    |    |             |        |        |        |        |
|  |                                 |              |                   |              |                                 |    |    |             |        |        |        |        |
|  |                                 |              |                   |              |                                 |    |    | 2 septembre |        |        |        |        |
|  |                                 |              |                   |              |                                 |    |    |             |        |        |        |        |
|  | Sukant Kadam (IND)              | B1           | 17                | 18           |                                 |    |    |             |        |        |        |        |
|  | Sukant Kadam (IND)              | B1           | 17                | 18           |                                 |    |    |             |        |        |        |        |
|  | Fredy Setiawan (INA)            | C1           | 21                | 21           |                                 |    |    |             |        |        |        |        |